# Cilene (Eólida)
Cilene (en griego, Κυλλήνη) era una antigua colonia griega de Eólida.
Es citada en la Ciropedia de Jenofonte: en el año 546 a. C., el rey Ciro de Persia cedió las ciudades de Larisa y Cilene a los soldados egipcios y sus descendientes continuaron viviendo en estas ciudades al menos hasta la época de Jenofonte.